# Police du Grand Manchester
La police du Grand Manchester (anglais : Greater Manchester Police / GMP) est la force policière territoriale responsable du maintien de l'ordre dans le Grand Manchester. Elle est la quatrième plus grande force policière britannique après le Metropolitan Police Service, la Poileas Alba et le Service de police d'Irlande du Nord.
En date de mars 2020, la GMP avait un effectif de 7000 officiers, 350 volontaires, 606 officiers de support communautaire et 2691 membres du personnel policier. Son siège social est situé à Newton Heath (en), dans la ville de Manchester.

## Histoire

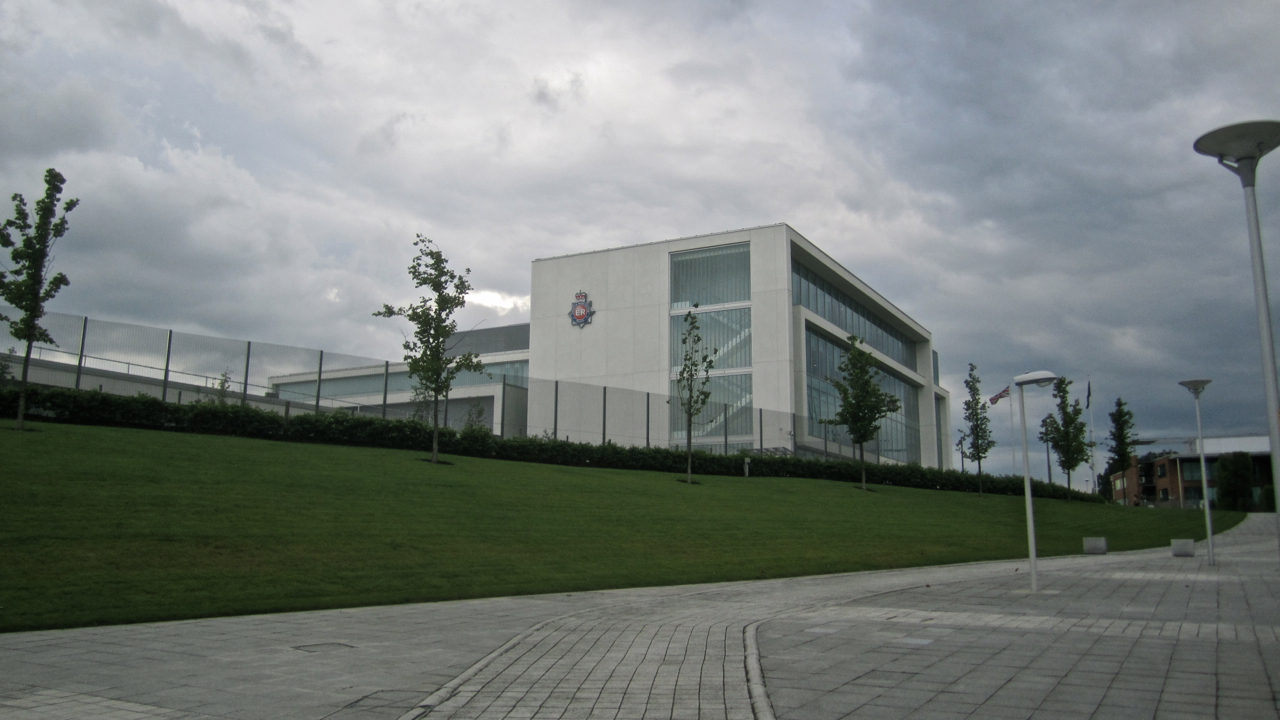
Siège social à Central Park,.

## Galerie

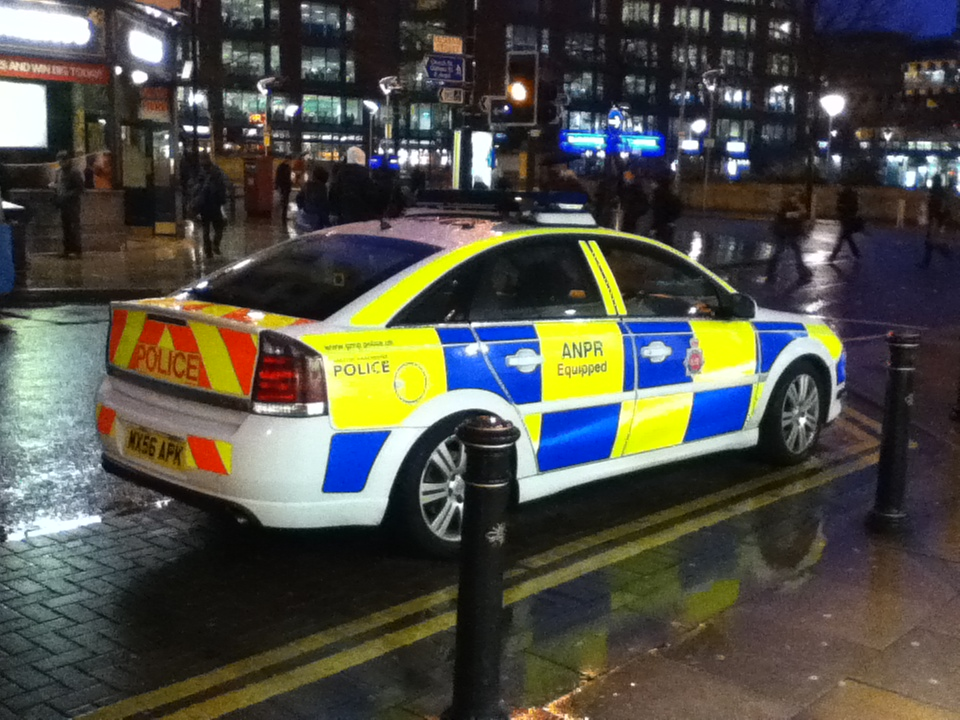
Vauxhall Vecra de la GMP.
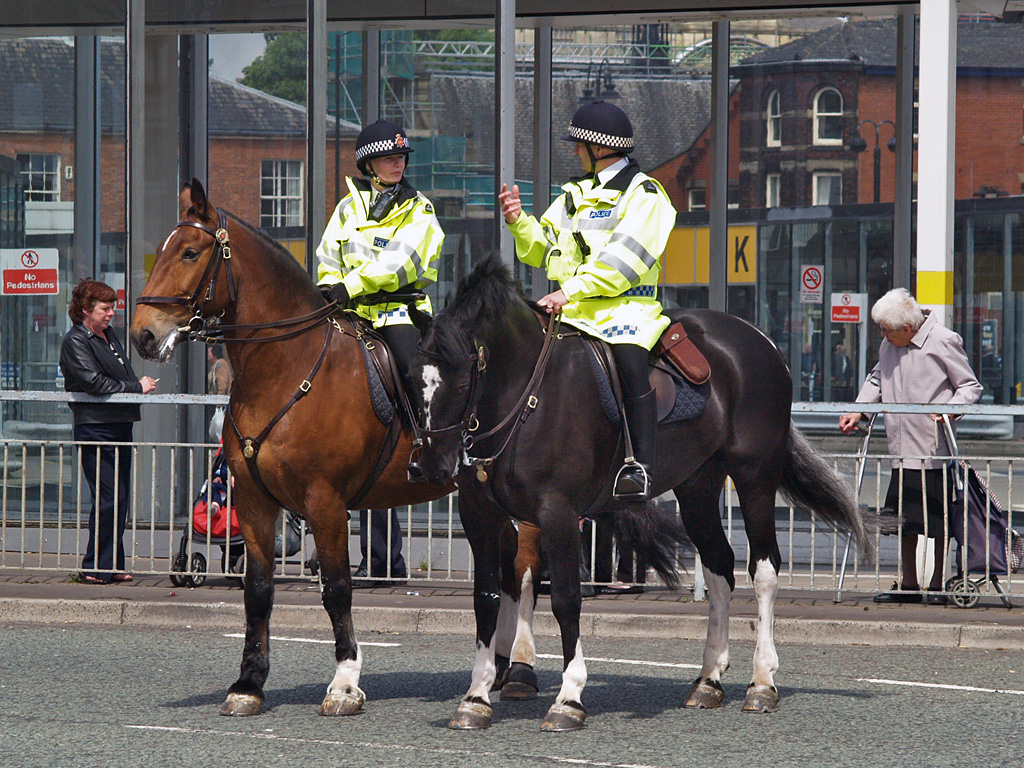
Policiers de la GMP à cheval à Bury.
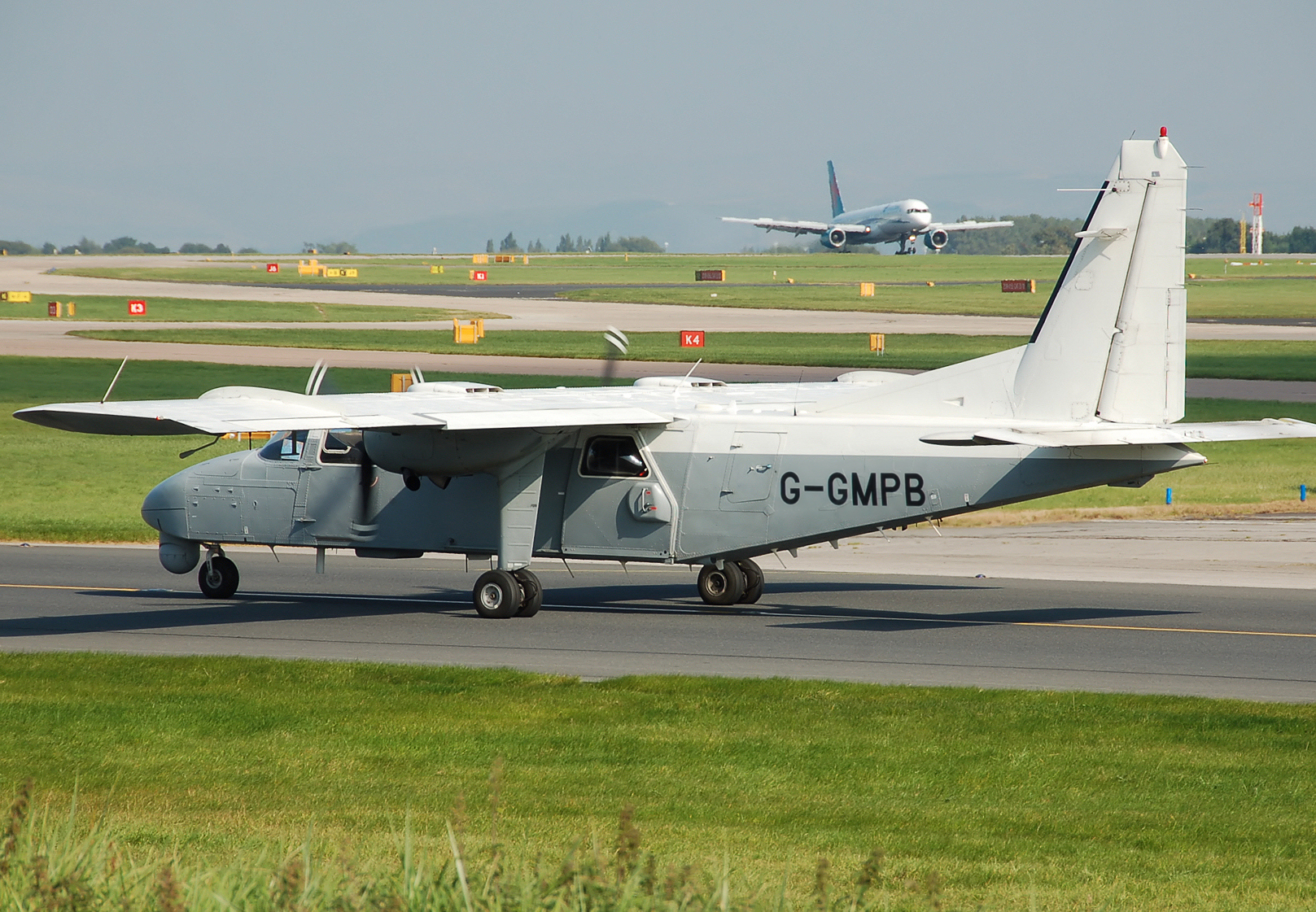
Avion de la GMP.